# Magnolia ×proctoriana
Espèce
Parent  A  de l'hybridation 
  Magnolia salicifolia 
×

Parent  B  de l'hybridation 
  Magnolia stellata 
Magnolia ×proctoriana est une espèce hybride de plantes à fleurs de la famille des Magnoliaceae. C'est un arbre originaire de l'île de Honshu au Japon.